# Bavaroise (Getränk)

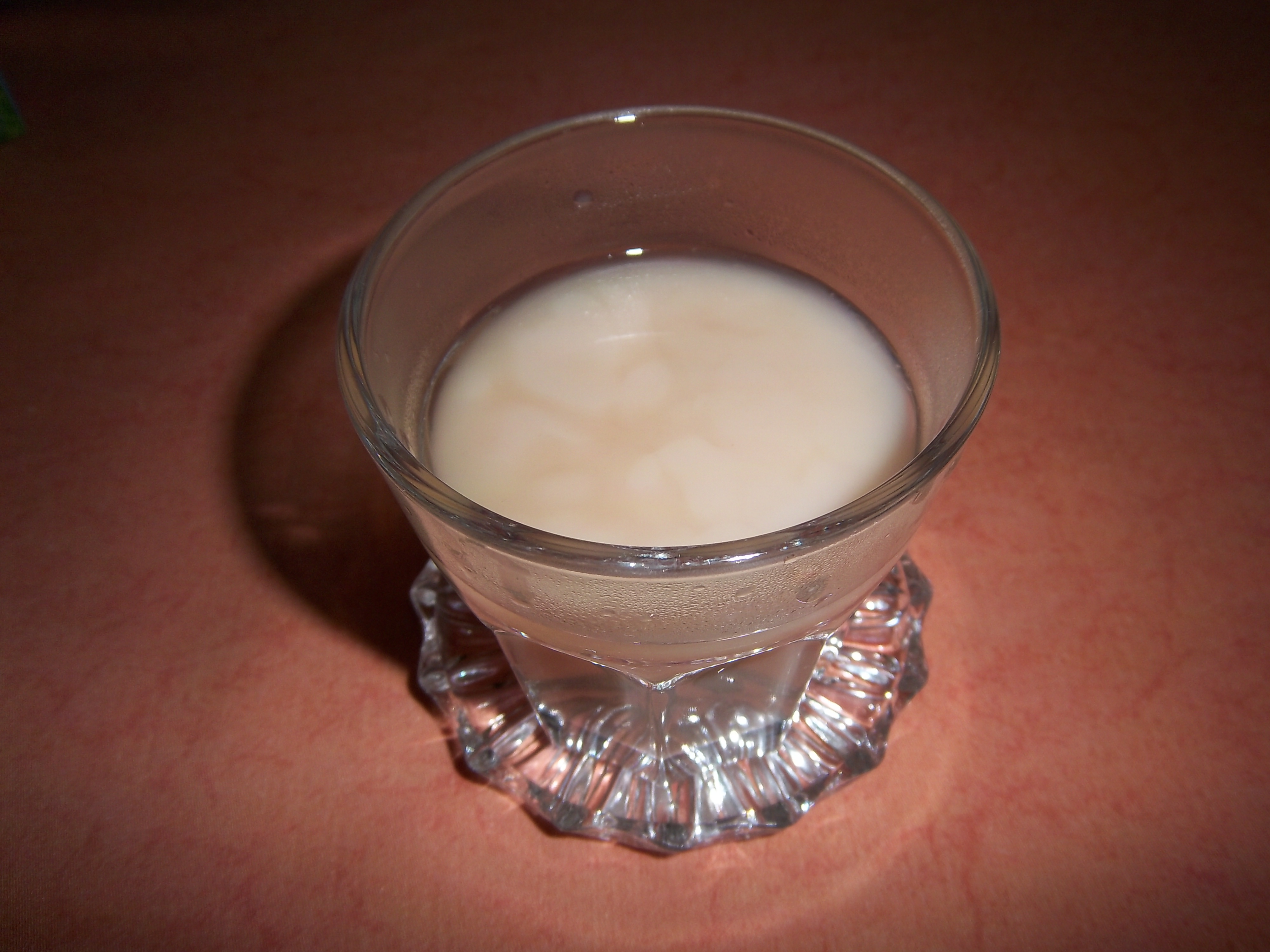
Bavaroise (frz.), Bawarka (pl.), Bavarese (it.)

Bavaroise (französisch wörtlich für Bayrisches, auch Bavarese in der italienischen und Bawarka in der polnischen Gastronomie) ist ein typisches Getränk der französischen Gastronomie, das meist aus Tee, Milch und Likör zubereitet wird.

## Geschichte

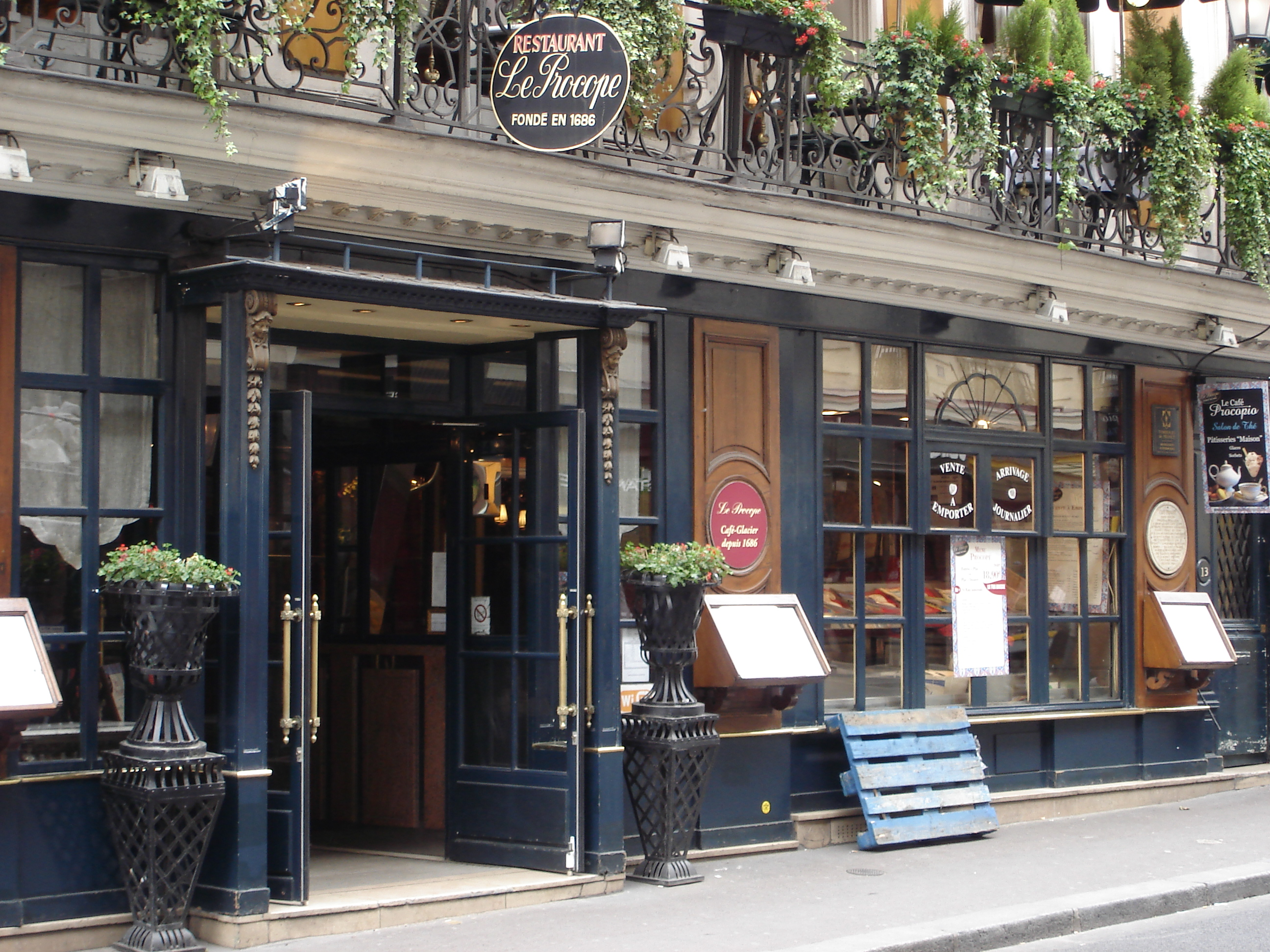
Café Procope, wo der Name entstand

Die Bezeichnung entstand in Paris im berühmten Kaffeehaus Café Procope, das der Sizilianer Francesco Procopio 1689 eröffnete. Procopio, der als Leibkoch des französischen Königs nach Paris gekommen war, führte in seinem Café auch das Speiseeis von Italien nach Frankreich ein. Dieses Kaffeehaus wurde auch von den Kurfürsten Max Emanuel und Joseph Clemens von Bayern besucht, die den Tee so bestellten. So heißt es in der Histoire de la vie privée des François:

« La bavaroise ne remonte qu'aux premieres années de ce siècle-ci; & elle est due aux Princes de Baviere, lorsqu'ils vinrent en France. Pendant le séjour que leurs Altesses firent dans la Capitale, elles allaient souvent prendre du thé chez le Sr Procope. Mais elles avaient demandé qu'on le leur servît dans des caraffes de cristal; &, au lieu de sucre, elles y faisaient mettre du syrop capilaire. La boisson nouvelle fut appellée bavaroise, du nom des Princes. On l'adopta dans les caffés, sans autre changement que d'y joindre quelquefois du lait. Cependant, comme par la suite on remarque que le capilaire émoussait la faveur & l'odeur agréable du thé, les Caffetiers y substituerent du sucre clarifié & cuit à Consistance de syrop. »

„Das Bavaroise geht nicht weiter zurück als auf die ersten Jahre dieses Jahrhunderts und geht zurück auf die Fürsten von Bayern, als sie nach Frankreich kamen. Während des Aufenthaltes, den Ihre Hoheiten in der Hauptstadt verbrachten, nahmen sie bei Herrn Procope oft Tee zu sich. Aber sie baten darum, dass dieser in Karaffen aus Kristallglas serviert werde, und anstatt Zucker gaben sie in diese syrop capilaire [Ein Zuckersirup auf Basis von Frauenhaarfarn]. Das neue Getränk wurde bavaroise genannt, vom Namen der Fürsten. Man hat ihn in den Cafés übernommen, mit der einzigen Änderung, dass man ab und an Milch hinzufügte. Inzwischen, da man später bemerkte, dass der Frauenhaarfarn dem Tee den Geschmack und angenehmen Geruch entzieht, ersetzen die Cafébesitzer diesen durch klaren Zucker und kochen diesen bis zur Konsistenz von Sirup.“

Französische Auswanderer exportierten das Getränk nach Polen, wo, so berichtet Steffen Möller in seinem Buch Expedition zu den Polen, der Mythos existiert, alle Deutschen würden den Tee so trinken.
Das Getränk und seine Bezeichnung fand seinen Weg unter gleicher Bezeichnung Bayrisch auch als Bavarese in die italienische Gastronomie und als Bawarka in die polnische Gastronomie.

## Zubereitung und Variationen
Heute und auf Martinique, wohin es französische Auswanderer brachten, wird es meist statt mit Likör oder Sirup mit Rum zubereitet und heiß und gesüßt getrunken. Es existieren zahlreiche Verfeinerungen und Varianten, etwa Grüntee oder Kräutertee statt Schwarztee und Sahne statt Milch. Typische verfeinernde Zugaben sind Eigelb, Puderzucker und Zimt.
Das Originalrezept, welches in dem historischen Kochbuch des Hotels zu finden ist, empfiehlt eine leicht abweichende Zubereitung:

“An infusion of tea sweatened with gum syrup and orange flower-water with milk. Have half as much boiling milk as tea; sweeten it with gum syrup, and flavor with orange flower-water; the latter can be replaced by a small glassful of good brandy. Bavaroise is taken at night before retiring.”

„Ein Aufguss von Tee, gesüßt mit Gum Sirup und Orangenblütenwasser mit Milch. Nimm halb so viel kochende Milch wie Tee; süße es mit Gum Sirup und aromatisiere es mit Orangenblütenwasser; letzteres kann durch ein kleines Glas guten Brandy ersetzt werden. Bavaroise wird nachts vor dem Schlafengehen zu sich genommen.“

In Polen wird unter Bawarka heute auch Tee mit einem kräftigen Schuss Milch (also ohne Alkohol) verstanden. Ebenfalls in Polen wird die alkoholfreie Variante Tee mit Milch traditionell stillenden Müttern zur Förderung der Milchbildung empfohlen.